# Christfried Kirch

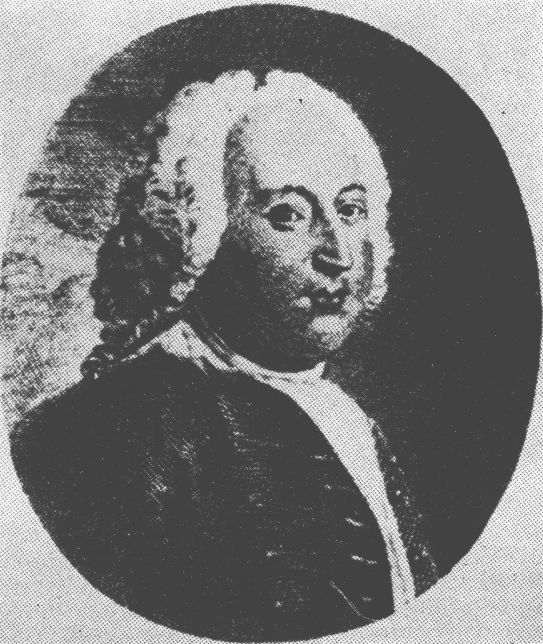
Christfried Kirch

Christfried Kirch (ur. 24 grudnia 1694 r. w Guben, zm. 9 marca 1740 r. w Berlinie) – niemiecki astronom i twórca kalendarzy astronomicznych.

## Życiorys
Był synem pary astronomów: Gottfryda Kircha oraz Marii Kirch.
Już od młodych lat uczestniczył w obserwacjach prowadzonych przez rodziców. Astronomię studiował w Lipsku oraz Gdańsku. Od 1716 r. aż do śmierci był dyrektorem berlińskiego obserwatorium astronomicznego. Mimo wielokrotnie ponawianych propozycji nie zrezygnował ze stanowiska i nie przeniósł się do Petersburga i tamtejszej Akademii Nauk. W 1717 r. objął po ojcu miejsce członka Berlińskiej Akademii Nauk. W czasochłonnych obliczeniach koniecznych przy tworzeniu astronomicznych kalendarzy pomagały mu matka oraz siostra Christine Kirch.
Od 1726 r. Christfried Kirch wraz z Grischowem zostali zobowiązani do pilnowania i dbania o bibliotekę akademicką, zajmującą pomieszczenia obserwatorium astronomicznego. Zastąpili w tych obowiązkach dotychczasowego sekretarza Jablonskiego. W 1735 r. zastąpił ich w obowiązkach astronom-bibliotekarz Johann Wilhelm Wagner.
Christfried Kirch publikował wiele artykułów w czasopismach. Opisał zachowanie komety z roku 1718, plamy na Słońcu, plamy na powierzchni Wenus oraz Jowisza, księżyce Jowisza, zmienną gwiazdę, zorzę polarną oraz magnetyzm ziemski. W 1730 r. ukazało się jego większe dzieło astronomiczne pt. Observationes astronomicae selectiores in observatorio regio Berolinensi habitae, quibus adjectae sunt annotationes quaedam et animadversiones geographicae et chronologicae, aliaque ad astronomicam scientiam pertinentia.